# Путятич, Дмитрий Иванович
Князь Димитрий Иванович Друцкий-Путятич (ум. 1505) — мценский и любутский наместник, воевода киевский.

## Биография
Был сыном родоначальника рода князей Путятиных Ивана Семёновича Меньшого Путяты Друцкого (ок. 1390—после 1440).
После смерти Великого князя Казимира IV в 1492 году, его сын Александр Ягеллончик начал искать поддержку в бывших удельных княжествах Руси. Союзников Александр вербовал назначая представителей княжеских родов своими наместниками. Одним из таких наместников стал Дмитрий Путятич. Очевидно, Дмитрий Путятич зарекомендовал себя ещё в предыдущие годы, когда служил у Казимира IV, так, послы ногайского царя Ибака, будучи в 1489 году в Москве жаловались на «князя Дмитрея», который охранял южные границы ВКЛ и собирал налоги.
Князь Дмитрий осуществлял различные дипломатические поручения великого князя, так, 23 ноября 1500 года Александр Ягеллончик отрядил Путятича в Киркор с миссией напомнить Менгли-Гераю про давние традиции Тохтамыша и Ольгерда, Казимира и Хаджи-Герая, когда предки Менгли-Герая «вольными цари слали, и многий земли им ся кланивали» — основной целью такого напоминания было желание расстроить союз Крыма и Москвы.
С введением в Киеве Магдебургского права, Путятич имел конфликт с мещанами Киева, которые жаловались на него, так как он запретил мещанам использовать свечки и масляные лампы по вечерам опасаясь пожаров, — в конце концов мещане добились своего.
Дмитрий Иванович умер бездетным, перед смертью поручив распорядиться своим имуществом князю Михаилу Глинскому, который передал половину его доходов Киево-Печерской Лавре, вторую половину на сооружение часовни в Вильне. Как и его родители был похоронен в Киево-Печерской Лавре.

## Семья
- Отец — князь Иван Семёнович Меньшой Путята Друцкий (ок. 1390—после 1440).

### Братья
- Василий Путятич.
- Иван Путятич (?—после 1516) — городничий луцкий (1474—1489), подстароста луцкий (1493), ключник луцкий (1496), наместник перемышльский (1506—1507).
- Михаил Путятич.